# Forte Almirani

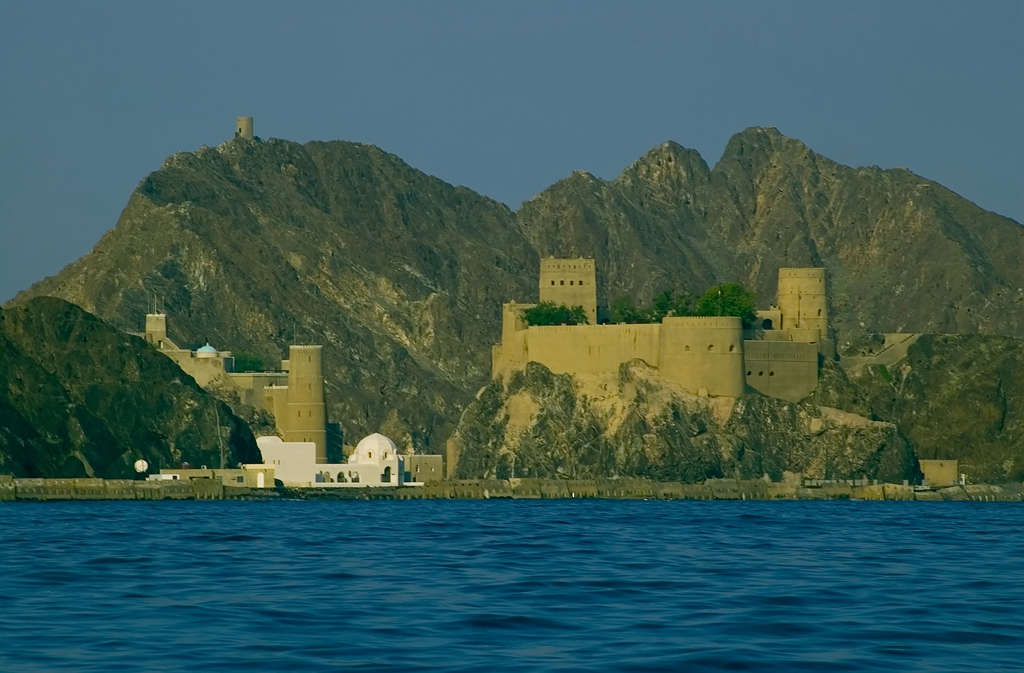
Almirani e Aljalali, os "fortes gêmeos" em Omã

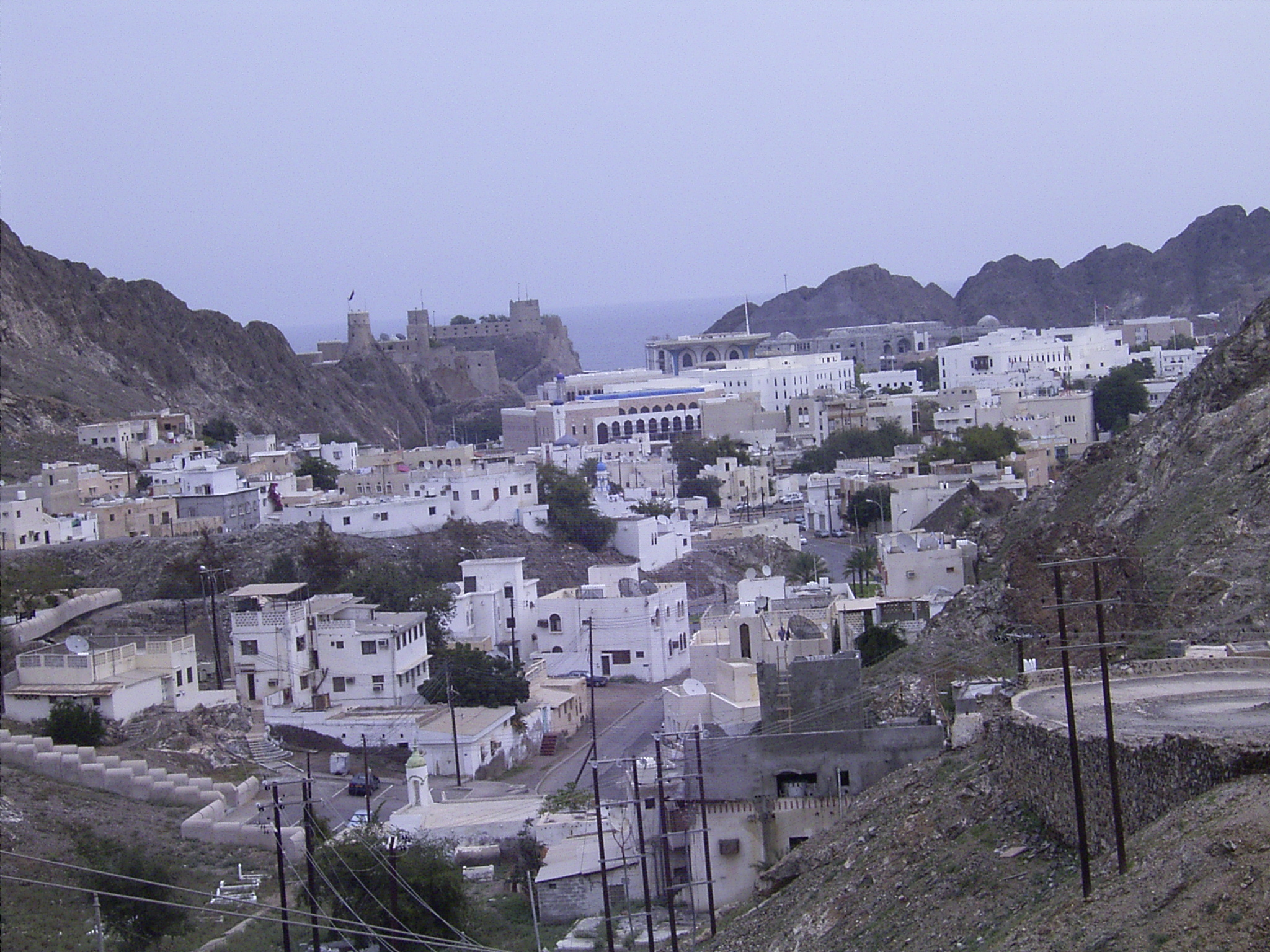
Velha Mascate: ao fundo os fortes de Aljalali e Almirani

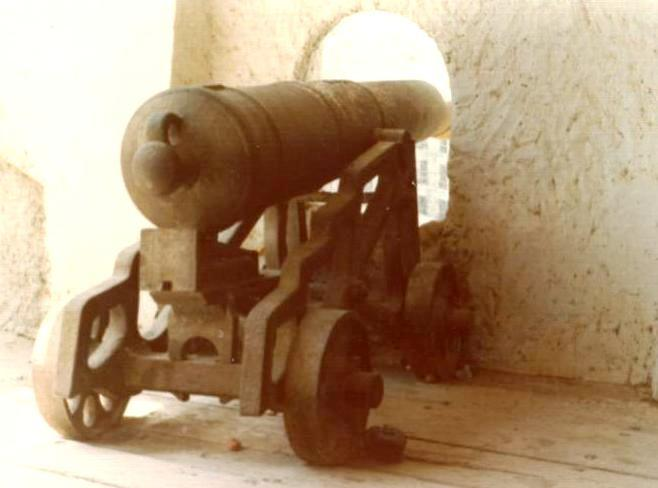
Forte de Almirani: antiga peça de artilharia

O Forte de Almirani, primitivamente conhecido como Forte do Almirante (segundo outras fontes como Forte do Capitão), também referido como Forte Ocidental, localiza-se em Mascate, capital do Sultanato de Omã.
Em posição dominante sobre a baía de Mascate, flanqueia o Palácio Real de Alalame e tinha como função a defesa daquele porto e cidade comercial. Juntamente com o Forte Al-Jalali, que lhe é fronteiro em outra escarpa rochosa, os chamados "fortes gêmeos" serviram como baluartes contra as armadas invasoras integrando a Fortaleza de Mascate, cooperando com o Forte de Matara e uma série de torres de vigia tornavam Mascate praticamente inexpugnável.

## História
Do mesmo modo que o forte Aljalali, que lhe é fronteiro, o de Almirani foi erguido sobre os restos de uma primitiva fortificação islâmica após a conquista de Mascate pelos portugueses, no início do século XVI. A primitiva estrutura do forte estaria concluída em 1587.
Após a captura da cidade pelas forças do sultão de Omã (1650), passou a se denominar Almirani, por corruptela de "Almirante". A partir de então foi gradualmente reconstruido e reforçado, até alcançar a sua forma atual.
Uma plataforma de artilharia foi acrescentada às suas defesas que, juntamente com as do vizinho Forte Aljalali, tornava Mascate praticamente inexpugnável frente a um ataque naval.
Em nossos dias, o antigo forte de Almirani foi restaurado e devolvido a seu aspeto original como parte de um amplo programa de renovação iniciado pelo Sultão Qabus bin Said Al Said.
Uma pequena sala no pavimento superior da torre mais alta serve como museu para o património do forte. Sobre a arcada da porta do museu, observa-se uma inscrição em língua portuguesa que testemunha a presença destes no local. Entre as peças de armaria expostas encontram-se algumas relíquias da história de Omã.
Nas dependências do forte encontram-se exemplares de tamarineiros e algumas outras árvores.
De acordo com a tradição, eram os canhões de Almirani que saudavam a passagem de navios ou que continham as embarcações que tentassem adentrar o porto sem permissão. Eram as suas peças de artilharia que troavam ao nascer do sol e ao crepúsculo, avisando à população a abertura e o fechamento das portas da cidade.
Na campanha de conservação, empreendida em nossos dias, é criticada a demolição total, em 1983, das antigas muralhas portuguesas que envolviam o primitivo perímetro urbano, substituindo-as por novas muralhas, o que descaracterizou o conjunto.

## Características
Do complexo defensivo do tempo português são claramente portuguesas as estruturas defensivas, bem como a primitiva capela, cuja porta, embora construída por volta de 1588, ainda tem um desenho em estilo manuelino. A sua estrutura, entretanto, já era renascentista, com planta no formato circular e uma cobertura em cúpula.
Uma muralha, com aproximadamente um metro de espessura, foi erguida em torno da fortificação para complementar as defesas naturais oferecidas pela escarpa rochosa
Como o vizinho forte de Aljalali, Almirani também tem uma multiplicidade de dependências e de escadarias, destinados a confundir o inimigo em caso de assalto.
O acesso ao forte é feito por uma escada em espiral, que conduz a vários níveis, ou, modernamente, por um elevador.
Nas extremidades em diagonal do forte, erguem-se duas torres de planta circular, em diferentes alturas. Uma outra torre, de planta aproximadamente semicircular, eleva-se sobre o forte e domina a paisagem circundante.
No sopé do forte existe, paredes meias com a mesquita, uma edificação pintada de branco, "a betel-greja", hoje com funções administrativas, e que terá sido, primitivamente, uma das duas igrejas católicas da cidade.